# Daniel Singer (nhà báo)
Daniel Singer (26 tháng 9 năm 1926 – 2 tháng 12 năm 2000) là một nhà báo và một học giả ủng hộ chủ nghĩa xã hội. Ông được biết đến bởi những bài báo mà ông viết cho tạp chí The Nation của Hoa Kỳ và tạp chí The Economist của Anh. Ông là phóng viên của hai tờ báo này suốt nhiều thập kỷ.
Gore Vidal đánh giá "một trong những người diễn dịch giỏi nhất, và dứt khoát là lành mạnh nhất, về những sự kiện xảy ra ở châu Âu cho người dân Hoa Kỳ" với một "đôi mắt của Balzac về con người." Mike Davis cho rằng Singer "người đốt phá tài ba nhất của phe cánh tả" với khả năng "đốt cháy cả một rừng của những lời sáo rỗng khô khan".

## Tiểu sử

### Thời niên thiếu
Daniel Singer sinh ngày 26 tháng 9 năm 1926 tại nhà của cha mẹ ông ở một khu dân cư người Do Thái tại Warszawa, thủ đô Ba Lan. Cha ông là Bernard Singer, một nhà báo nổi tiếng, tuy nhiên lúc Daniel mới ra đời thì Bernard vẫn còn là một người vô danh và nghèo kiết xác. Mẹ của ông, Esther Singer, là một giáo viên xuất thân từ một gia đình giàu có người Do Thái và cũng là một người theo chủ nghĩa Mác. Chính nhờ mẹ ông mà Daniel cùng với Isaac Deutscher đã được tiếp cận và chịu ảnh hưởng to lớn của học thuyết Mác và cũng như các tư tưởng của Rosa Luxemburg - một trong hai người sáng lập của Đảng Cộng sản Đức. Lớn lên một chút, khi sự nghiệp của cha đã thành công và điều kiện tài chính đã khá giả hơn, cả gia đình đã dời nhà đi nơi khác. Mẹ của Daniel cũng nghỉ việc còn Daniel theo học tại một trường mà thành phần học sinh Do Thái như ông chiếm tỉ lệ khá nhỏ.

### Chiến tranh thế giới thứ hai
Năm 1939, phát xít Đức xâm lược Ba Lan. Lúc đó Daniel cùng mẹ và em gái đang ở miền Nam nước Pháp, vì vậy họ tới Paris với dự định từ đây sẽ tìm đường về Warszawa, nhưng bất thành. Sang năm, khi nước Pháp chịu chung số phận với Ba Lan thì gia đình Daniel đành rời Paris. Ban đầu họ tới Anger - nơi Daniel theo học trường trung học Lycée David d'Anger, sau đó lại tới Toulouse (học trường trung học Lakanal) và Marseille (trườgn trung học Thiers). Đầu tháng 8 năm 1942, gia đình của Daniel bị cảnh sát chế độ Vichy bắt giữ, em gái của ông bị gãy cả hai chân khi nhảy từ tầng 2 xuống sân trong lúc chạy trốn và được đưa vào bệnh viện, còn Daniel may mắn thoát nạn vì lúc đó ông đang ở miền quê với vài người bạn học và chỉ về nhà sau khi vụ bắt bớ xảy ra. Với sự giúp đỡ của quân kháng chiến Pháp, gia đình của Daniel được cứu thoát và đã chạy thoát được sang Thụy Sĩ sau một cuộc hành trình dài 40 dặm chủ yếu bằng đôi chân và bằng việc đi nhờ xe. Cha của Daniel, Bernard Singer, lúc đó cũng bị chính quyền Liên Xô bắt đưa vào trại cải tạo GULAG khi quân đội Xô Viết tràn vào miền Đông Ba Lan. Bernard bị giam trong trại chừng hai năm và ông được thả sau khi chiến tranh Xô-Đức bùng nổ. Không lâu sau đó, Bernard được phép rời Liên Xô để tới Luân Đôn.
Trong thời gian trú ẩn ở Thụy Sĩ, Daniel học triết học tại Geneva. Năm 1944, cả gia đình Daniel đoàn tụ ở Luân Đôn và cùng năm đó ông cũng nhận được bằng cử nhân kinh tế của Đại học Luân Đôn.

### Theo nghiệp báo chí
Daniel Singer bắt đầu công tác tại tạp chí The Economist vào năm 1948 với sự giúp đỡ của người bạn cũ Isaac Deutscher, và ông đã làm việc cho tờ báo này suốt 19 năm Ông cũng bắt đầu viết bài cho tờ New Statesman vào năm 1949. Các bài báo của ông chủ yếu viết về đề tài Ba Lan, Pháp, Đông Âu và Liên Xô. Trong thời gian này ông cũng làm công tác bình luận trên đài phát thanh và truyền hình cho đài BBC và đài CBC.
Năm 1956, Singer kết hôn với Jeanne Kérel, một nghiên cứu sinh người Pháp đang bảo vệ luận án tiến sĩ kinh tế tại Đại học Paris. Kerel từng theo học tại Trường Kinh tế Luân Đôn trong năm 1952-1953 với một học bổng do Hội đồng Anh cấp. Sau khi kết hôn họ tiếp tục sống riêng thêm hai năm nữa. Vào tháng 5 năm 1958, theo chỉ thị của lãnh đạo tờ The Economist, Singer tới Paris công tác dưới tư cách là một thông tín viên.
Singer sống quãng đởi còn lại ở Paris, ban đầu là viết báo cho The Economist, sau thập niên 1970 là The Nation, và cuối cùng vào thập niên 1980 trở thành thông tín viên tại châu Âu của tờ báo này. Ông viết nhiều bài báo chỉ trích Charles De Gaulle, François Mitterrand, Đảng Cộng sản Pháp và tán dương sự kiện tháng 5 năm 1968 ở Pháp.

### Qua đời
Daniel Singer mất ngày 2 tháng 12 năm 2000 sau một thời gian chống chọi với căn bệnh ung thư phổi. Ông yêu cầu trong cáo phó về cái chết của mình có ghi một câu nói của Rosa Luxemburg - thần tượng của Singer - trước lúc Luxemburg bị xử bắn:
| “ | Chế độ của các người được xây trên cát. Ngày mai đây, cuộc cách mạng sẽ lại trỗi dậy giữa tiếng kèn trumpet dữ dội. Tôi đã, đang và sẽ luôn như vậy. | ” |

Quỹ Giải thưởng Thiên niên kỷ Daniel Singer được thành lập sau khi Singer qua đời. Mỗi năm, quỹ này sẽ trao tặng một giải trị giá 2.500 Mỹ kim cho tác giả của một bài luận văn xuất sắc được viết theo tinh thần của Daniel Singer.

## Quan điểm chính trị
Những bài báo của Singer luôn mang đậm yếu tố chính trị, nhất là về quá trình thay đổi chính trị. Daniel Singer là một người ủng hộ nhiệt thành của chủ nghĩa xã hội nhưng cũng là một người chỉ trích gay gắt nhà nước Liên Xô. Chịu ảnh hưởng của chủ nghĩa vô chính phủ, chủ nghĩa Trotsky và các trường phái ra đời sau này của chủ nghĩa Mác, Singer tự nhận mình là một người theo chủ nghĩa Luxemburg, một nhánh của hệ tư tưởng cộng sản.
Singer là một người chống đối mạnh mẽ sự tồn tại chế độ tư bản chủ nghĩa, nói rằng "Với tư cách là một người xã hội chủ nghĩa theo tư tưởng Luxemburg - tôi thích định nghĩa này nhất - tôi không thể nào từ bỏ ý nghĩ rằng với khoa học kỹ thuật vượt bậc trong tay mà chúng ta không thể xây dựng một thế giới khác hơn." Tuy nhiên, theo Singer, chủ nghĩa tư bản không tự nó diệt vong, vì mặc dù "chủ nghĩa tư bản mang trong mình mầm mống tiêu vong, nhưng chỉ là mầm mống theo khía cạnh ý thức và nhận thức", và vì vậy con người cần phải tự tay tiêu diệt nó chứ không thể ngồi đợi. Singer tin rằng để lật đổ chủ nghĩa tư bản, cần phải có một cuộc cách mạng, không phải là cuộc cách mạng đổ máu mà là cách mạng trong tư tưởng và nhận thức của con người.
Singer là một người chống đối chủ nghĩa Stalin và cho rằng Đảng Cộng sản Pháp phải chịu trách nhiệm trong việc hình thành chế độ của Charles De Gaulle, tuy nhiên ông có một cách nhìn khác hơn về vấn đề. Theo Daniel, "trong khi bản chất toàn trị của nước Nga thời Stalin là không thể chối cãi, tôi nhận thấy rằng luận điểm "toàn trị song sinh" là sai lầm và vô ích, và nhận ra rằng Đảng Cộng sản Pháp thật sự bám rễ sâu bền vào tầng lớp lao động."
Singer bày tỏ thái độ lạc quan về tương lai của chủ nghĩa xã hội. Trước khi qua đời không lâu, ông viết:
| “                | Không có gì chắc chắn về tương lai. Nhân loại mang trong mình khả năng tự hủy diệt và có thể nó sẽ làm như thế. Hy vọng hiện đang nằm trong tay thế hệ trẻ. Họ sẽ không thể nào trốn chạy những vấn đề của thế giới như thế hệ của chúng ta đã từng làm và thế hệ hiện nay đang làm. Tuy nhiên, con cháu chúng ta sẽ phải đối mặt với những sự mâu thuẫn. | ” |
| — Daniel Singer, | |   |

## Tác phẩm tiêu biểu

### Prelude to Revolution(1970)
Prelude to Revolution: France in May 1968, - xuất bản lần đầu bởi Hill and Wang vào năm 1970 - là một quyển sách do Daniel Singer biên soạn nói về phong trào đấu tranh của quần chúng vào tháng 5 năm 1968 nhằm chống lại chính quyền của Tổng thống Charles de Gaulle. Theo Singer, mặc dù sự kiện này không phải là một cuộc cách mạng, nó có đủ tiềm năng để lật nhào mọi sự mâu thuẫn tồn tại trong xã hội Pháp. Tuy nhiên, ông khẳng định rằng phong trào đấu tranh này không mang lại thay đổi triệt để nào, tự vì những thành viên cấp tiến của phong trào cánh tả (không Cộng sản) không có đủ ảnh hưởng và sức mạnh cần thiết, trong khi đó Đảng Cộng sản Pháp - đáng nhẽ ra phải đóng vai trò là một lực lượng "cấp tiến" và cũng là lực lượng có đủ sức mạnh để buộc chính quyền mang lại những thay đổi lớn - lại không tham gia mấy vào phong trào. Theo Percy Brazil, tác phẩm này chính thức xác nhận vị trí của Singer như là "một cây bút chính trị lớn."
Tạp chí The New Republic đã nhận xét tác phẩm Prelude to Revolution như sau: "Nếu Các Mác sống ở Paris vào tháng 5 năm 1968, hẳn ông đã viết một quyển sách như thế này."

### The Road to Gdansk(1981)
The Road to Gdansk xuất bản bởi Monthly Review Press năm 1981, là một tuyển tập những bài viết của Daniel Singer về Ba Lan, Liên Xô, và tính đoàn kết trong xã hội. Tác phẩm được tạp chí Foreign Affairs đánh giá là "một bản phân tích sắc bén và hào hứng". Russian Review đánh giá cao các bài viết của Singer về Liên Xô nhưng cho rằng ít hơn 1/3 quyển sách có sự phân tích chưa được sâu sắc về những sự kiện tại Ba Lan.

### Is Socialism Doomed?(1988)
Is Socialism Doomed? The Meaning of Mitterrand được xuất bản bởi Oxford University Press vào năm 1988. Quyển sách phân tích về giai đoạn cầm quyền của tổng thống Pháp François Mitterrand, tổng thống theo đường lối xã hội đầu tiên trong lịch sử nước Pháp mang lại "một chương trình cấp tiến nhất trong số những chương trình xã hội ở châu Âu bởi một chính phủ tương lai trong ít nhất 30 năm" tuy nhiên đến cuối thập niên 1980 ông đã từ bỏ chương trình cấp tiến của mình và quay lại với đường lối dân chủ xã hội truyền thống. Singer cho rằng sự thất vọng của Mitterrand về chủ nghĩa xã hội không có nghĩa là CNXH là một thứ bất khả thi, mà là, thật ra Mitterrand chưa cố gắng hết sức để thực hiện nó.

### Whose Millennium?(1999)
Whose Millennium? Theirs or Ours? được xuất bản bởi Monthly Review Press in 1999. Tác phẩm này được Percy Brazil đánh giá là một kiệt tác vĩ đại của Singer. Trong quyển sách, Singer đã kịch liệt bác bỏ luận điểm "không có giải pháp nào khác" của Margaret Thatcher về chủ nghĩa tư bản. Cụ thể, ông nói:
| “                | Hiện tại, chúng ta đang ở một thời điểm mà, theo cách nói của [Walt] Whitman, xã hội "đã trải qua một thời gian giữa kết thúc và bắt đầu", không phải vì một số ngày tượng trưng trên cuốn lịch đánh dấu sự thay đổi của thiên niên kỷ, mà là vì trật tự cũ hiện đang chết dần chết mòn, tới mức mà nó không thể nào mang lại cho chúng ta lời giải đáp về những vấn đề xã hội của sự phát triển, mặc dù nó bám rễ một cách chắc chắn vào quyền lực, vì không có giai cấp nào, không có sức mạnh xã hội nào sẵn sàng tống khứ nó ra khỏi vũ đài lịch sử. | ” |
| — Daniel Singer, | |   |

Barbara Ehrenreich miêu tả quyển sách là một tác phẩm "có uy tín trong việc rà soát lịch sử và cực kì dân chủ trong tầm nhìn", cung cấp cho người đọc "cầu nối của con người tư tưởng vào thế kỷ thứ XXI."

### Deserter from Death(2005)
Deserter from Death: Dispatches from Western Europe 1950-2000 là một tuyển tập các bài báo của Daniel Singer về cuộc đời của ông, được xuất bản bởi Nation Books vào năm 2005, sau khi Singer qua đời. Phần giới thiệu do George Steiner viết còn lời tựa do Howard Zinn viết. Tựa của tuyển tập là một câu nói mà Singer thường dùng để nói về bản thân, ám chỉ đến việc ông và gia đình trốn thoát khỏi sự giam cầm của phát xít Đức.

## Nhận xét
| “               | Daniel Singer không chỉ là một nhà báo. Ông cũng là một nhà văn, nhà sử học, nhà viết luận về chính trị, và ông đã tạo nên phong cách riêng của mình với sự hăng hái, sâu cay, những lời mỉa mai thâm độc, và sự trung thực đến mức ngoan cường về giấc mơ xã hội chủ nghĩa. | ” |
| — Michael Löwy, | |   |

| “                  | Daniel sở hữu một tài năng hiếm có trong việc thấu hiểu con người và dẫn dắt họ với lý luận và cảm xúc của anh. Anh có khả năng sống trong một thế giới xung khắc với lý tưởng của mình mà vẫn kiên cường bám lấy lý tưởng đó. Anh có thể thuyết phục được người khác không chỉ bằng phong cách viết mà còn bằng chính cuộc sống và phong cách sống của anh. ... Daniel có một nhận thức phi thường về tầm vóc đến mức anh có thể đặt một sự kiện đáng thất vọng nhất trong cách nhìn lịch sử. Đó là lý do tại sao, không tính tới sự chỉ trích mà anh luôn duy trì đối với sự phát triển của chủ nghĩa Stalin ở Nga và ở những nơi khác, bao hàm quê hương của anh, những kẻ thù của chủ nghĩa xã hội không bao giờ có thể nhận được dù là một lời xoa dịu hay là một gam đạn dược cho cuộc chiến tranh lạnh của chúng từ những quyển sách và nhiều trước tác khác của anh. | ” |
| — István Mészáros, | |   |